# Challenge européen 1998-1999
Navigation
Conférence européenne 1997-1998 Bouclier européen 1999-2000
La Conférence européenne est une compétition européenne annuelle de rugby à XV. C'est la deuxième compétition européenne interclubs de rugby à XV en importance, derrière la Coupe d'Europe de rugby à XV, dite H Cup pour des raisons de parrainage.
La Conférence européenne 1998-1999 est la troisième édition de cette compétition. Cette coupe d'Europe réunit 21 clubs européens : onze français, quatre gallois, deux italiens, un irlandais, un roumain ainsi que les équipes nationales portugaise et espagnole. Les clubs anglais ainsi que les deux meilleurs clubs gallois Swansee et Cardiff se sont retirés volontairement de toutes les compétitions européennes cette année-là.
Caerphilly RFC empêche une phase finale 100 % française mais se fait éliminer en quart de finale ce qui donne comme lors de la Conférence européenne 1996-1997, un dernier carré tricolore.
Montferrand et Bourgoin-Jallieu (vainqueur en 1997) se retrouvent en finale, après avoir été dans la même poule.
Montferrand après deux quarts de finale dans cette compétition bat en finale les Berjalliens 35 à 16, ceux-ci ne prennent donc pas leur revanche du match de poule (perdu 23-14).

## Formule
Les 21 clubs sont répartis en trois poules de sept et ne s'affrontent qu'une fois. Le deux premiers de chaque poule et les deux meilleurs troisièmes sont qualifiés pour les quarts de finale. Une équipe remporte deux points pour une victoire, un pour un nul, rien en cas de défaite.
En cas d'égalité, les clubs sont départagés par le nombre d'essais marqués dans les confrontations directes. Les équipes finissant premières ainsi que le meilleur deuxième reçoivent en 1/4 de finale. Les matches de phase finale à savoir, les quarts de finale, les demi-finales et la finale se jouent à élimination directe.

## Équipes en compétition
- Aberavon RFC
- SU Agen
- Biarritz olympique
- CS Bourgoin-Jallieu
- Bridgend RFC
- CA Brive
- Dinamo Bucarest
- Caerphilly RFC
- Castres olympique
- Connacht Rugby
- US Dax
- Équipe nationale d'Espagne
- AS Montferrand
- RC Narbonne
- Newport RFC
- Section paloise
- CA Périgueux
- Équipe nationale du Portugal
- Racing club de France
- Rugby Rome
- Rugby Rovigo

## Première phase
Dans les tableaux de classement suivants, signification des abréviations et couleur :
|  | Qualifiés pour les quarts de finale. |
|  | - Joués : matches joués - V : victoires - N : matches nuls - D : défaites - EM : essais marqués - EE : essais encaissés - PP : points pour (marqués) - PE : points contre (encaissés) - Diff : Différence de points - Pts : points de classement |

### Poule 1
| Rang | Équipe                | J | V | N | D | EM | EE | PP  | PE  | Diff | Pts |
| ---- | --------------------- | - | - | - | - | -- | -- | --- | --- | ---- | --- |
| 1    | RC Narbonne           | 6 | 6 | 0 | 0 | 32 | 13 | 228 | 98  | +130 | 12  |
| 2    | Caerphilly RFC        | 6 | 4 | 0 | 2 | 16 | 19 | 167 | 154 | +13  | 8   |
| 3    | CA Périgueux          | 6 | 3 | 0 | 3 | 23 | 23 | 168 | 119 | +49  | 6   |
| 4    | Racing club de France | 6 | 3 | 0 | 3 | 17 | 23 | 127 | 184 | -57  | 6   |
| 5    | Connacht Rugby        | 6 | 3 | 0 | 3 | 16 | 19 | 129 | 156 | -27  | 6   |
| 6    | Newport RFC           | 6 | 1 | 0 | 5 | 14 | 23 | 123 | 183 | -60  | 2   |
| 7    | Rugby Rovigo          | 6 | 1 | 0 | 5 | 12 | 20 | 108 | 156 | -48  | 2   |

Le CA Périgueux finit devant le Racing club de France et Connacht Rugby pour avoir marqué le plus d'essais dans les confrontations directes. De même, le Racing club de France finit devant Connacht Rugby et Newport RFC finit devant Rugby Rovigo.
- 1re journée

| 19 septembre 1998 | Virginia Park                  | Caerphilly RFC        | 31 | 28 | CA Périgueux |
| 19 septembre 0000 | Parc des sports et de l'amitié | RC Narbonne           | 41 | 17 | Rugby Rovigo |
| 20 septembre 0000 | Stade olympique Yves-du-Manoir | Racing club de France | 37 | 21 | Newport RFC  |

- 2e journée

| 26 septembre 1998 | Rodney Parade           | Newport RFC  | 12 | 31 | Connacht Rugby        |
| 26 septembre 0000 | Stade municipal         | CA Périgueux | 40 | 18 | Racing club de France |
| 27 septembre 0000 | Stadio Mario Battaglini | Rugby Rovigo | 34 | 14 | Caerphilly RFC        |

- 3e journée

| 7 octobre 1998 | Galway Sportsground            | Connacht Rugby        | 29 | 28 | CA Périgueux |
| 7 octobre 0000 | Virginia Park                  | Caerphilly RFC        | 17 | 34 | RC Narbonne  |
| 7 octobre 0000 | Stade olympique Yves-du-Manoir | Racing club de France | 28 | 12 | Rugby Rovigo |

- 4e journée

| 11 octobre 1998 | Parc des sports et de l'amitié | RC Narbonne  | 66 | 5  | Racing club de France |
| 11 octobre 0000 | Stade municipal                | CA Périgueux | 31 | 16 | Newport RFC           |
| 11 octobre 0000 | Stadio Mario Battaglini        | Rugby Rovigo | 20 | 21 | Connacht Rugby        |

- 5e journée

| 17 octobre 1998 | Galway Sportsground            | Connacht Rugby        | 26 | 38 | RC Narbonne    |
| 17 octobre 0000 | Rodney Parade                  | Newport RFC           | 27 | 18 | Rugby Rovigo   |
| 18 octobre 0000 | Stade olympique Yves-du-Manoir | Racing club de France | 20 | 31 | Caerphilly RFC |

- 6e journée

| 31 octobre 1998 | Virginia Park                  | Caerphilly RFC | 39 | 8  | Connacht Rugby |
| 31 octobre 0000 | Stadio Mario Battaglini        | Rugby Rovigo   | 7  | 25 | CA Périgueux   |
| 31 octobre 0000 | Parc des sports et de l'amitié | RC Narbonne    | 31 | 17 | Newport RFC    |

- 7e journée

| 7 novembre 1998 | Galway Sportsground | Connacht Rugby | 14 | 19 | Racing club de France |
| 7 novembre 0000 | Rodney Parade       | Newport RFC    | 30 | 35 | Caerphilly RFC        |
| 7 novembre 0000 | Stade Municipal     | CA Périgueux   | 16 | 18 | RC Narbonne           |

### Poule 2
| Rang | Équipe                     | J | V | N | D | EM | EE | PP  | PE  | Diff | Pts |
| ---- | -------------------------- | - | - | - | - | -- | -- | --- | --- | ---- | --- |
| 1    | AS Montferrand             | 6 | 5 | 0 | 1 | 43 | 9  | 303 | 86  | +217 | 10  |
| 2    | CS Bourgoin-Jallieu        | 6 | 5 | 0 | 1 | 36 | 8  | 222 | 86  | +136 | 10  |
| 3    | US Dax                     | 6 | 5 | 0 | 1 | 20 | 15 | 163 | 124 | +39  | 10  |
| 4    | Castres olympique          | 6 | 3 | 0 | 3 | 32 | 10 | 229 | 101 | +128 | 6   |
| 5    | Rugby Rome                 | 6 | 2 | 0 | 4 | 14 | 34 | 117 | 213 | -96  | 4   |
| 6    | Aberavon RFC               | 6 | 1 | 0 | 5 | 14 | 42 | 86  | 287 | -201 | 2   |
| 7    | Équipe nationale d'Espagne | 6 | 0 | 0 | 6 | 7  | 48 | 65  | 288 | -223 | 0   |

L'AS Montferrand termine devant le CS Bourgoin-Jallieu et l'US Dax pour avoir marqué le plus d'essais dans les confrontations directes. De même, le CS Bourgoin-Jallieu finit devant l'US Dax.
- 1re journée

| 19 septembre 1998 | Stade Pierre-Rajon   | CS Bourgoin-Jallieu | 55 | 10 | Espagne      |
| 19 septembre 0000 | Stade Pierre-Antoine | Castres olympique   | 87 | 10 | Aberavon RFC |
| 20 septembre 0000 | Stadio Tre Fontane   | Rugby Rome          | 18 | 25 | US Dax       |

- 2e journée

| 26 septembre 1998 | Talbot Athletic Ground    | Aberavon RFC | 12 | 30 | Rugby Rome        |
| 26 septembre 0000 | Kenmare                   | Espagne      | 15 | 61 | Castres olympique |
| 26 septembre 0000 | Parc municipal des sports | US Dax       | 24 | 22 | AS Montferrand    |

- 3e journée

| 4 octobre 1998 | Stadio Tre Fontane    | Rugby Rome        | 25 | 21 | Espagne             |
| 7 octobre 0000 | Stade Marcel-Michelin | AS Montferrand    | 97 | 13 | Aberavon RFC        |
| 7 octobre 0000 | Stade Pierre-Antoine  | Castres olympique | 9  | 30 | CS Bourgoin-Jallieu |

- 4e journée

| 10 octobre 1998 | Talbot Athletic Ground | Aberavon RFC        | 28 | 41 | US Dax         |
| 10 octobre 0000 | Kenmare                | Espagne             | 13 | 88 | AS Montferrand |
| 10 octobre 0000 | Stade Pierre-Rajon     | CS Bourgoin-Jallieu | 50 | 22 | Rugby Rome     |

- 5e journée

| 17 octobre 1998 | Parc municipal des sports | US Dax         | 41 | 0  | Espagne             |
| 17 octobre 0000 | Stade Marcel-Michelin     | AS Montferrand | 23 | 14 | CS Bourgoin-Jallieu |
| 18 octobre 0000 | Stadio Tre Fontane        | Rugby Rome     | 15 | 48 | Castres olympique   |

- 6e journée

| 31 octobre 1998 | Kenmare              | Espagne             | 6  | 18 | Aberavon RFC   |
| 31 octobre 0000 | Stade Pierre-Rajon   | CS Bourgoin-Jallieu | 47 | 17 | US Dax         |
| 31 octobre 0000 | Stade Pierre-Antoine | Castres olympique   | 15 | 16 | AS Montferrand |

- 7e journée

| 7 novembre 1998  | Talbot Athletic Ground    | Aberavon RFC   | 5  | 26 | CS Bourgoin-Jallieu |
| 7 novembre 0000  | Parc municipal des sports | US Dax         | 15 | 9  | Castres olympique   |
| 11 novembre 0000 | Stade Marcel-Michelin     | AS Montferrand | 57 | 7  | Rugby Rome          |

### Poule 3
| Rang | Équipe                       | J | V | N | D | EM | EE | PP  | PE  | Diff | Pts |
| ---- | ---------------------------- | - | - | - | - | -- | -- | --- | --- | ---- | --- |
| 1    | CA Brive                     | 6 | 5 | 0 | 1 | 35 | 14 | 241 | 102 | +139 | 10  |
| 2    | SU Agen                      | 6 | 4 | 0 | 2 | 30 | 11 | 231 | 93  | +138 | 8   |
| 3    | Section paloise              | 6 | 4 | 0 | 2 | 25 | 8  | 211 | 87  | +124 | 8   |
| 4    | Biarritz olympique           | 6 | 4 | 0 | 2 | 30 | 14 | 187 | 124 | +63  | 8   |
| 5    | Bridgend RFC                 | 6 | 2 | 0 | 4 | 19 | 28 | 158 | 206 | -48  | 4   |
| 6    | Dinamo Bucarest              | 6 | 2 | 0 | 4 | 19 | 31 | 131 | 246 | -115 | 4   |
| 7    | Équipe nationale du Portugal | 6 | 0 | 0 | 6 | 8  | 60 | 73  | 374 | -301 | 0   |

Le SU Agen termine devant Pau et Biarritz pour avoir marqué le plus d'essais dans les confrontations directes. De même, Pau finit devant Biarritz.
- 1re journée

| 19 septembre 1998 | Brewery Field     | Bridgend RFC    | 17 | 32 | SU Agen            |
| 19 septembre 0000 | Stadium Municipal | CA Brive        | 31 | 22 | Biarritz olympique |
| 20 septembre 0000 | Timisoara         | Dinamo Bucarest | 22 | 31 | Section paloise    |

- 2e journée

| 25 septembre 1998 | Stade du Hameau                 | Section paloise | 37 | 3  | Biarritz olympique |
| 26 septembre 0000 | Timisoara                       | Dinamo Bucarest | 45 | 43 | Bridgend RFC       |
| 26 septembre 0000 | Estadio Universitario de Lisboa | Portugal        | 7  | 85 | CA Brive           |

- 3e journée

| 7 octobre 1998 | Brewery Field              | Bridgend RFC       | 45 | 24 | Portugal        |
| 7 octobre 0000 | Parc des sports d'Aguiléra | Biarritz olympique | 10 | 9  | SU Agen         |
| 7 octobre 0000 | Stadium Municipal          | CA Brive           | 26 | 9  | Section paloise |

- 4e journée

| 10 octobre 1998 | Stade du Hameau                 | Section paloise | 45 | 21 | Bridgend RFC    |
| 10 octobre 0000 | Estadio Universitario de Lisboa | Portugal        | 18 | 23 | Dinamo Bucarest |
| 11 octobre 0000 | Stade Armandie                  | SU Agen         | 34 | 35 | CA Brive        |

- 5e journée

| 17 octobre 1998 | Parc des sports d'Aguiléra | Biarritz olympique | 62 | 11 | Portugal        |
| 17 octobre 0000 | Stade Armandie             | SU Agen            | 15 | 11 | Section paloise |
| 18 octobre 0000 | Stadium Municipal          | CA Brive           | 49 | 10 | Dinamo Bucarest |

- 6e journée

| 31 octobre 1998 | Stade du Hameau            | Section paloise    | 78 | 0  | Portugal        |
| 31 octobre 0000 | Parc des sports d'Aguiléra | Biarritz olympique | 45 | 12 | Bridgend RFC    |
| 31 octobre 0000 | Stade Armandie             | SU Agen            | 60 | 7  | Dinamo Bucarest |

- 7e journée

| 7 novembre 1998 | Brewery Field                   | Bridgend RFC    | 20 | 15 | CA Brive           |
| 7 novembre 0000 | Timisoara                       | Dinamo Bucarest | 24 | 45 | Biarritz olympique |
| 7 novembre 0000 | Estadio Universitario de Lisboa | Portugal        | 13 | 81 | SU Agen            |

## Phase finale

### Qualifiés
| Rang | Premier de poule    | Pts | Essais | Diff. |
| ---- | ------------------- | --- | ------ | ----- |
| 1    | RC Narbonne         | 12  | 32     | +130  |
| 2    | AS Montferrand      | 10  | 43     | +217  |
| 3    | CA Brive            | 10  | 35     | +139  |
|      | Deuxièmes           |     |        |       |
| 4    | CS Bourgoin-Jallieu | 10  | 36     | +136  |
| 5    | SU Agen             | 8   | 30     | +138  |
| 6    | Caerphilly RFC      | 8   | 16     | +13   |
|      | Troisièmes          |     |        |       |
| 7    | US Dax              | 10  | 20     | +39   |
| 8    | Section paloise     | 8   | 25     | +124  |

### Tableau
|  | Quarts de finale                                             | Quarts de finale                                           |                     |    | Demi-finales                                            | Demi-finales                                            |  |  | Finale                                    | Finale                                    |
|  | Quarts de finale                                             | Quarts de finale                                           |                     |    | Demi-finales                                            | Demi-finales                                            |  |  | Finale                                    | Finale                                    |
|  |                                                              |                                                            |                     |    |                                                         |                                                         |  |  |                                           |                                           |
|  | 13 décembre 1998 au Stade Pierre-Rajon, Bourgoin-Jallieu     | 13 décembre 1998 au Stade Pierre-Rajon, Bourgoin-Jallieu   |                     |    | 10 janvier 1999 au Stade Pierre-Rajon, Bourgoin-Jallieu | 10 janvier 1999 au Stade Pierre-Rajon, Bourgoin-Jallieu |  |  | 27 février 1999 au Stade de Gerland, Lyon | 27 février 1999 au Stade de Gerland, Lyon |
|  | 13 décembre 1998 au Stade Pierre-Rajon, Bourgoin-Jallieu     | 13 décembre 1998 au Stade Pierre-Rajon, Bourgoin-Jallieu   |                     |    | 10 janvier 1999 au Stade Pierre-Rajon, Bourgoin-Jallieu | 10 janvier 1999 au Stade Pierre-Rajon, Bourgoin-Jallieu |  |  | 27 février 1999 au Stade de Gerland, Lyon | 27 février 1999 au Stade de Gerland, Lyon |
|  | CS Bourgoin-Jallieu                                          | 29                                                         |                     |    | 10 janvier 1999 au Stade Pierre-Rajon, Bourgoin-Jallieu | 10 janvier 1999 au Stade Pierre-Rajon, Bourgoin-Jallieu |  |  | 27 février 1999 au Stade de Gerland, Lyon | 27 février 1999 au Stade de Gerland, Lyon |
|  | CS Bourgoin-Jallieu                                          | 29                                                         |                     |    | 10 janvier 1999 au Stade Pierre-Rajon, Bourgoin-Jallieu | 10 janvier 1999 au Stade Pierre-Rajon, Bourgoin-Jallieu |  |  | 27 février 1999 au Stade de Gerland, Lyon | 27 février 1999 au Stade de Gerland, Lyon |
|  | SU Agen                                                      | 19                                                         |                     |    | 10 janvier 1999 au Stade Pierre-Rajon, Bourgoin-Jallieu | 10 janvier 1999 au Stade Pierre-Rajon, Bourgoin-Jallieu |  |  | 27 février 1999 au Stade de Gerland, Lyon | 27 février 1999 au Stade de Gerland, Lyon |
|  | SU Agen                                                      | 19                                                         | CS Bourgoin-Jallieu | 26 |                                                         |                                                         |  |  | 27 février 1999 au Stade de Gerland, Lyon | 27 février 1999 au Stade de Gerland, Lyon |
|  | 12 décembre 1998 au Stadium municipal, Brive                 |                                                            | CS Bourgoin-Jallieu | 26 |                                                         |                                                         |  |  | 27 février 1999 au Stade de Gerland, Lyon | 27 février 1999 au Stade de Gerland, Lyon |
|  |                                                              | CA Brive                                                   | 23                  |    |                                                         |                                                         |  |  | 27 février 1999 au Stade de Gerland, Lyon | 27 février 1999 au Stade de Gerland, Lyon |
|  | CA Brive                                                     | CA Brive                                                   | 23                  | 43 |                                                         |                                                         |  |  | 27 février 1999 au Stade de Gerland, Lyon | 27 février 1999 au Stade de Gerland, Lyon |
|  | CA Brive                                                     |                                                            |                     | 43 |                                                         |                                                         |  |  | 27 février 1999 au Stade de Gerland, Lyon | 27 février 1999 au Stade de Gerland, Lyon |
|  | Caerphilly RFC                                               | 12                                                         |                     |    |                                                         |                                                         |  |  | 27 février 1999 au Stade de Gerland, Lyon | 27 février 1999 au Stade de Gerland, Lyon |
|  | Caerphilly RFC                                               | 12                                                         | CS Bourgoin-Jallieu | 16 |                                                         |                                                         |  |  |                                           |                                           |
|  | 13 décembre 1998 au Stade Marcel-Michelin, Clermont-Ferrand  |                                                            | CS Bourgoin-Jallieu | 16 |                                                         |                                                         |  |  |                                           |                                           |
|  |                                                              | AS Montferrand                                             | 35                  |    |                                                         |                                                         |  |  |                                           |                                           |
|  | AS Montferrand                                               | AS Montferrand                                             | 35                  | 66 |                                                         |                                                         |  |  |                                           |                                           |
|  | AS Montferrand                                               | 10 janvier 1999 au Stade Marcel-Michelin, Clermont-Ferrand |                     | 66 |                                                         |                                                         |  |  |                                           |                                           |
|  | US Dax                                                       | 13                                                         |                     |    |                                                         |                                                         |  |  |                                           |                                           |
|  | US Dax                                                       | 13                                                         | AS Montferrand      | 27 |                                                         |                                                         |  |  |                                           |                                           |
|  | 12 décembre 1998 au Parc des sports et de l'amitié, Narbonne |                                                            | AS Montferrand      | 27 |                                                         |                                                         |  |  |                                           |                                           |
|  |                                                              | RC Narbonne                                                | 21                  |    |                                                         |                                                         |  |  |                                           |                                           |
|  | RC Narbonne                                                  | RC Narbonne                                                | 21                  | 30 |                                                         |                                                         |  |  |                                           |                                           |
|  | RC Narbonne                                                  |                                                            |                     | 30 |                                                         |                                                         |  |  |                                           |                                           |
|  | Section paloise                                              | 13                                                         |                     |    |                                                         |                                                         |  |  |                                           |                                           |
|  | Section paloise                                              | 13                                                         |                     |    |                                                         |                                                         |  |  |                                           |                                           |

### Quarts de finale
| 12 décembre 1998 19:30 | CA Brive | 43 - 12    | Caerphilly RFC        | Stadium municipal, Brive 4 000 spectateurs Arbitre : Antonio Lombardi |
| 12 décembre 1998 19:30 | Essai(s) : 7 Bomati, Lamaison, Carbonneau, Vicard, Nepia, Magne, Duboisset Transformation(s) : 4/7 Lamaison | [ Rapport] | Pénalité(s) : 4 Davey | Stadium municipal, Brive 4 000 spectateurs Arbitre : Antonio Lombardi |
| 12 décembre 1998 19:30 | | [ Rapport] |                       | Stadium municipal, Brive 4 000 spectateurs Arbitre : Antonio Lombardi |

| 12 décembre 1998 15:30 | RC Narbonne                                                                                         | 30 - 13    | Section paloise                                       | Parc des sports et de l'amitié, Narbonne Arbitre : Iain Ramage |
| 12 décembre 1998 15:30 | Essai(s) : 4 Calvel 2, Benazech, Arlettaz Transformation(s) : 2/4 Desclaux Pénalité(s) : 2 Desclaux | [ Rapport] | Essai(s) : 2 Bonnemasou, Tuheil Pénalité(s) : Aucagne | Parc des sports et de l'amitié, Narbonne Arbitre : Iain Ramage |
| 12 décembre 1998 15:30 | | [ Rapport] |                                                       | Parc des sports et de l'amitié, Narbonne Arbitre : Iain Ramage |

| 13 décembre 1998 | CS Bourgoin-Jallieu                                                                          | 29 - 19 (15:00) | SU Agen                                                                              | Stade Pierre-Rajon, Bourgoin-Jallieu 6 000 spectateurs Arbitre : Didier Mené |
| 13 décembre 1998 | Essai(s) : 4 De pénalité 2, Tuni, Boyet Transformation(s) : 3/4 McKenzie Pénalité(s) : Boyet | [ Rapport]      | Essai(s) : Tolot Transformation(s) : Prosper Pénalité(s) : 4 Laharrague 3, Prosper 1 | Stade Pierre-Rajon, Bourgoin-Jallieu 6 000 spectateurs Arbitre : Didier Mené |
| 13 décembre 1998 |                                                                                              | [ Rapport]      |                                                                                      | Stade Pierre-Rajon, Bourgoin-Jallieu 6 000 spectateurs Arbitre : Didier Mené |

| 13 décembre 1998 15:00 | AS Montferrand | 66 - 13    | US Dax                                                                           | Stade Marcel-Michelin, Clermont-Ferrand 3 872 spectateurs Arbitre : Joël Jutge |
| 13 décembre 1998 15:00 | Essai(s) : 10 Morante, Marsh, Bory, Merceron, Menieu, Azam, Sarraute, Allison, Lecomte, Laurent-Varange Transformation(s) : 5/10 Toulouze 3, Merceron 2 Pénalité(s) : 2 Toulouze | [ Rapport] | Essai(s) : Mathieu Dourthe Transformation(s) : Labeyrie Pénalité(s) : 2 Labeyrie | Stade Marcel-Michelin, Clermont-Ferrand 3 872 spectateurs Arbitre : Joël Jutge |
| 13 décembre 1998 15:00 | | [ Rapport] |                                                                                  | Stade Marcel-Michelin, Clermont-Ferrand 3 872 spectateurs Arbitre : Joël Jutge |

### Demi-finales
| 10 janvier 1999 15:15 | CS Bourgoin-Jallieu                                                           | 26 - 23    | CA Brive                                                 | Stade Pierre-Rajon, Bourgoin-Jallieu 12 000 spectateurs Arbitre : David McHugh |
| 10 janvier 1999 15:15 | Essai(s) : 2 Boyet, Balue Transformation(s) : 2/2 Boyet Pénalité(s) : 4 Boyet | [ Rapport] | Essai(s) : Carbonneau Pénalité(s) : 6 Lamaison 5, Arbizu | Stade Pierre-Rajon, Bourgoin-Jallieu 12 000 spectateurs Arbitre : David McHugh |
| 10 janvier 1999 15:15 |                                                                               | [ Rapport] |                                                          | Stade Pierre-Rajon, Bourgoin-Jallieu 12 000 spectateurs Arbitre : David McHugh |

| 10 janvier 1999 | AS Montferrand                           | 27 - 21    | RC Narbonne                                                                                       | Stade Marcel-Michelin, Clermont-Ferrand 10 500 spectateurs Arbitre : Daniel Gillet |
| 10 janvier 1999 | Pénalité(s) : 8 Merceron Drop(s) : Nadau | [ Rapport] | Essai(s) : 2 Arlettaz, Racine Transformation(s) : 1/2 Valls Pénalité(s) : 2 Valls Drop(s) : Valls | Stade Marcel-Michelin, Clermont-Ferrand 10 500 spectateurs Arbitre : Daniel Gillet |
| 10 janvier 1999 |                                          | [ Rapport] |                                                                                                   | Stade Marcel-Michelin, Clermont-Ferrand 10 500 spectateurs Arbitre : Daniel Gillet |

### Finale
27 février 1999 à 16 heures
Stade de Gerland, Lyon
Points marqués
AS Montferrand
- 3 essais : de pénalité 8e, Marlu 53e, Larue 80e
- 1/3 transformation : Merceron 8e
- 6 pénalités : Merceron 4e, 20e, 43e, 50e, 62e, 69e

CS Bourgoin-Jallieu
- 1 essai : McLaren 64e
- 1 transformation : Boyet 64e
- 2 pénalités : Boyet 23e, 40e
- 1 drop : Boyet 7e

Évolution du score
3-0, 3-3, 10-3, 13-3, 13-6, 13-9, mt,
16-9, 19-9, 24-9, 27-9, 27-16, 30-16, 35-16
ArbitreJoël Dumé  France
Spectateurs31 986
Composition des équipes
 AS Montferrand
- Équipe : 15 Nicolas Nadau - 14 Jimmy Marlu, 13 Fabrice Ribeyrolles (cap.), 12 Franck Azéma, 11 David Bory - 10 Gérald Merceron, 9 Stéphane Castaignède (17 Christophe Larrue, 72e)  - 8 Éric Lecomte, 7 Jean-Marc Lhermet (19 Gareth Allison, 78e), 6 Arnaud Costes - 5 Christophe Sarraute (18 Laurent Guntert, 76e), 4 David Barrier - 3 Fabrice Heyer, 2 Olivier Azam, 1 Emmanuel Ménieu
- Non utilisés : 16 Jérôme Morante, 20 Olivier Toulouze, 21 Patrick Laurent-Varange, 22 Pierre Capdevielle
- Entraîneurs : Victor Boffelli et Jean-Pierre Laparra

 CS Bourgoin-Jallieu
- Équipe  : 15 Nigel Geany - 14 Ludovic Saunier, 13 James McLaren, 12 Eremodo Tuni (16 Alexandre Péclier, 42e), 11 Laurent Giolitti - 10 Benjamin Boyet, 9 Ezio Galon - 8 Pierre Raschi (cap.), 7 Jean-Francois Tordo, 6 Lionel Nallet - 5 Jean Daudé (18 Alain Studer, 67e), 4 Marc Cecillon - 3 Pascal Peyron (17 Romain Magellan, 50e), 2 Jean-Francois Martin-Culet, 1 Olivier Milloud
- Non utilisés : 19 Sascha Fischer, 20 Sébastien Chabal, 21 Stéphane Ricco, 22 Mark McKenzie.
- Entraîneurs : Michel Couturas et Alain Revol